# Liga Insular de São Tomé de 2012
A Liga Insular de São Tomé de 2012 foi a 24ª edição da Liga Insular de São Tomé, competição de futebol em São Tomé e Príncipe.
Nesta edição, o número de times na 1ª divisão foi reduzido de 12 para 10 clubes, a fim de se aumentar a competitividade do torneio. Aliança Nacional e Agrosporte foram os times promovidos da 2ª divisão de 2011. Vitória do Riboque era o detentor do título do ano anterior.
O campeão do torneio foi o Sporting Praia Cruz, que conquistou o troféu a três jornadas do final dos jogos, sendo campeão da Liga de São Tomé pela sexta vez na história.  

## Clubes
- Vitória do Riboque FC (Detentor do título)
- Bairros Unidos FC (Caixão Grande)
- Grupo Desportivo Cruz Vermelha
- Sporting Clube Praia Cruz
- União Desportiva Sardinha e Caça de Água-Izé (UDESCAI)
- União Desportiva Rei Amador (UDRA)
- Desportivo Oque d’El Rei
- Desportivo Militar 6 de Setembro
- Aliança Nacional (Recém-promovido)
- Agrosporte (Recém-promovido)

## Resumo da Temporada
A competição iniciou-se em Maio de 2012 com bastante equilíbrio entre os times, sendo o Sporting Praia Cruz o único a vencer seus dois primeiros jogos. A equipa logo tomou a ponta da tabela, permanecendo assim até a 15ª jornada, averbando apenas duas derrotas, e sagrando-se campeã com o melhor ataque da competição.

### Classificação Final
| #  | Equipa               | J  | V  | E | D  | GP | GC | SG  | Pts | Classificação                                           |
| -- | -------------------- | -- | -- | - | -- | -- | -- | --- | --- | ------------------------------------------------------- |
| 1  | Sporting Praia Cruz  | 18 | 16 | 0 | 2  | 40 | 12 | +28 | 48  | Qualificado para Final do Campeonato Santomense de 2012 |
| 2  | Bairros Unidos FC    | 18 | 10 | 3 | 5  | 31 | 21 | +10 | 33  |                                                         |
| 3  | UDRA                 | 18 | 10 | 2 | 6  | 28 | 26 | +2  | 32  |                                                         |
| 4  | Vitória FC (Riboque) | 18 | 8  | 3 | 7  | 23 | 18 | +5  | 27  |                                                         |
| 5  | GD Cruz Vermelha     | 18 | 6  | 6 | 6  | 24 | 22 | +2  | 24  |                                                         |
| 6  | CD Oque d'El Rei     | 18 | 4  | 7 | 7  | 24 | 31 | −7  | 19  |                                                         |
| 7  | UDESCAI              | 18 | 4  | 7 | 7  | 13 | 22 | −9  | 19  |                                                         |
| 8  | Aliança Nacional     | 18 | 5  | 3 | 10 | 26 | 33 | −7  | 18  |                                                         |
| 9  | Agrosporte (R)       | 18 | 5  | 2 | 11 | 25 | 39 | −14 | 17  | Rebaixado para 2ª Divisão da Liga Insular de São Tomé   |
| 10 | 6 de Setembro (R)    | 18 | 4  | 3 | 11 | 29 | 39 | −10 | 15  | Rebaixado para 2ª Divisão da Liga Insular de São Tomé   |

Última atualização em 09 November 2012
Fonte: São Tomé results 2012
Regras para classificação: 1º pontos; 2º saldo de gols; 3º gols pró.
(C) = Campeão; (R) = Rebaixado; (P) = Promovido; (O) = Vencedor do play-off; (A) = Classificado para a próxima fase. 
Somente aplicável se a temporada não tiver terminado: 
(Q) = Classificado para a fase do torneio indicada; (TQ) = Classificado para o torneio, mas não para a fase indicada; (DQ) = Desclassificado do torneio.